# Śmiłowice (gmina w województwie stalinogrodzkim)

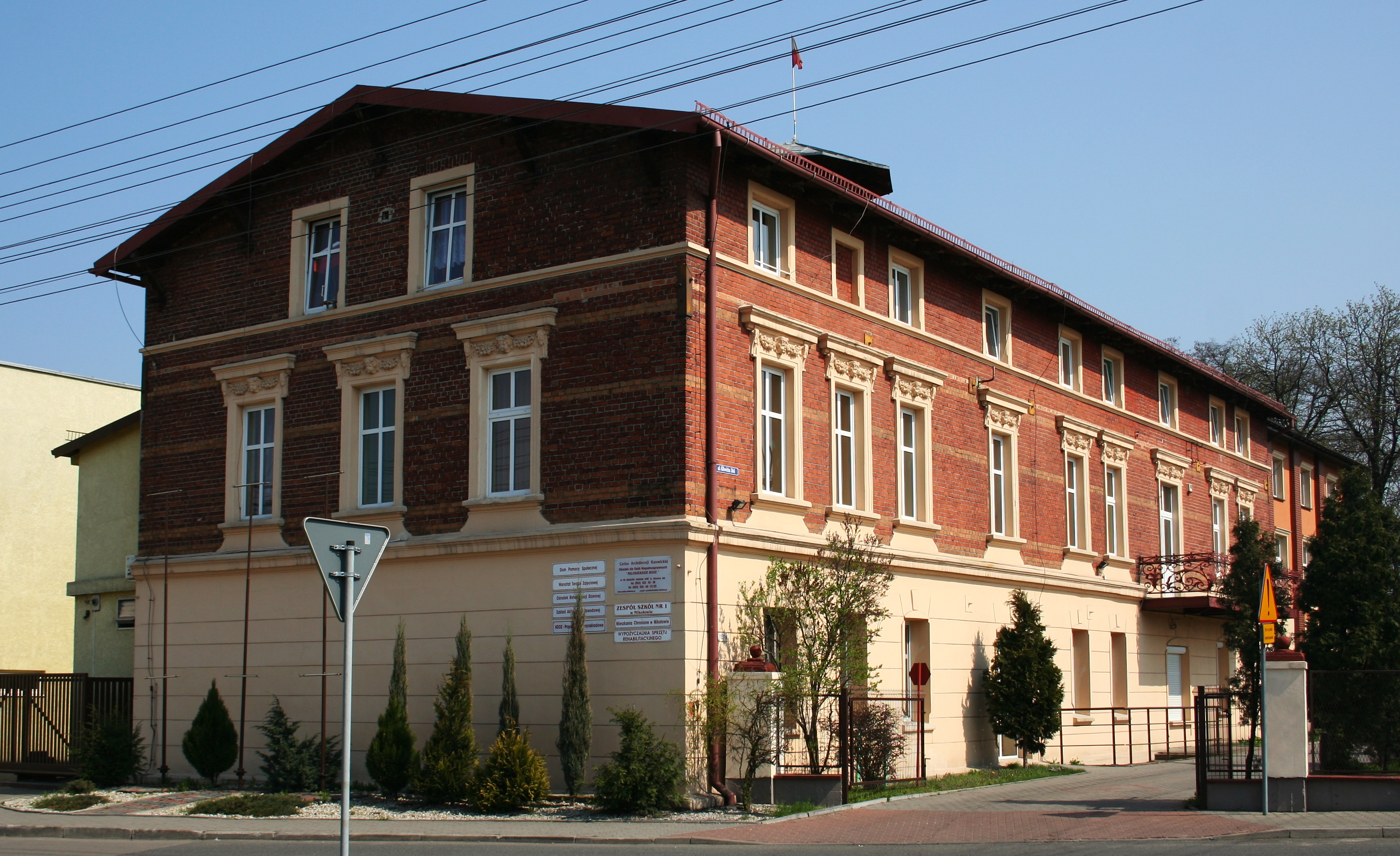
Szkoła w Borowej Wsi

Śmiłowice (od 1973 Mokre) – dawna gmina wiejska istniejąca w latach 1945–1954 w woj. śląskim, katowickim i stalinogrodzkim (dzisiejsze woj. śląskie). Siedzibą władz gminy były Śmiłowice (obecnie dzielnica Mikołowa).
Gmina zbiorowa Śmiłowice powstała w grudniu 1945 w powiecie pszczyńskim w woj. śląskim (śląsko-dąbrowskim).
Według stanu z 1 stycznia 1946 gmina składała się z 5 gromad: Śmiłowice, Borowa Wieś, Mokre, Paniowy i Stara Kuźnia. 6 lipca 1950 zmieniono nazwę woj. śląskiego na katowickie, a 9 marca 1953 kolejno na woj. stalinogrodzkie.
Według stanu z 1 lipca 1952 gmina składała się z 5 gromad: Borowa Wieś, Mokre, Paniowy, Stara Kuźnia i Śmiłowice. Gmina została zniesiona 29 września 1954 wraz z reformą wprowadzającą gromady w miejsce gmin. Jednostki nie przywrócono 1 stycznia 1973 wraz z kolejną reformą reaktywującą gminy, utworzono natomiast jej terytorialny odpowiednik, gminę Mokre w powiecie tyskim. Obecnie obszar dawnej gminy wchodzi w skład Mikołowa i Rudy Śląskiej.